# Acidimetrie
Acidimetria este o metodă volumetrică având ca obiect determinarea concentrației soluției unui acid prin titrare cu soluții de baze de concentrație cunoscută.
Alcalimetria este o metodă volumetrică de determinare a concentrației soluției unei baze prin titrare cu soluții de acid de concentrație cunoscută. 
Ambele metode se bazează pe reacții de neutralizare (reacția dintre un acid și o bază cu formare de sare și apă).

## Etimologie
Cuvântul acidimetrie s-a format din cuvintele acid și grecescul metron (măsură).

## Substanțe și ustensile
Substanțe:
- Titrant (soluția etalon, soluția de concentrație cunoscută)
- Analit sau titrat (soluția de concentrație necunoscută)
- Indicator de pH (indicator de culoare)

Ustensile:
- Biuretă
- Pipetă
- Pahar Erlenmeyer sau flacon conic

## Metodă
În analiza volumetrică prin reacții de neutralizare, se trasează curba de titrare a unui acid cu o bază (sau invers), ce constă în a reprezenta într-un sistem de axe de coordonate, modificarea concentrației în ioni hidroniu sau a pH-ului față de procentul de acid sau bază neutralizat. La începutul titrării se estimează saltul de pH la punctul de echivalență (care depinde de tipul de acid sau bază) și în funcție de aceasta se aleg acei indicatori a căror interval de viraj se află în domeniul de pH al punctului de echivalență. 
- Un acid tare reacționează cu o bază tare, formând o soluție neutră (pH=7).
- Un acid tare reacționează cu o bază slabă, formând o soluție acidă (pH<7).
- Un acid slab reacționează cu o bază tare, formând o soluție bazică (pH>7).

Titrare acid/bază și curba de titrare.

Operația de titrare se execută astfel: se măsoară cu biureta într-un flacon conic, un anumit volum de soluție de concentrație cunoscută, se diluează cu apă distilată până la un volum de cca 100 cm3 și se adaugă câteva picături din soluția de indicator. Se umple o altă biuretă cu soluția a cărei concentrație urmează să fie stabilită; din aceasta, se adaugă treptat la soluția pregătită în flaconul conic, până la schimbarea culorii indicatorului. La  începutul titrării adăugarea soluției se face mai repede, iar către sfârșitul acesteia, picătură cu picătură. În tot timpul titrării soluția se agită prin rotirea flaconului. Dacă rămân picături pe gâtul sau pereții flaconului, acestea se spală imediat cu apă distilată din stropitor.
Titrarea se consideră exactă dacă schimbarea de culoare a soluției titrate la sfârșitul determinării, are loc la adăugarea unei singure picături în plus din soluția de concentrație cunoscută peste punctul de echivalență. La titrarea fiecărei soluții se fac cel puțin trei determinări, între care nu trebuie să existe o diferență mai mare de 0,05 cm3, pentru calcularea concentrației soluției aproximative.

### Titrare acid tare/bază tare
Un acid tare reacționează cu o bază tare, formând o soluție neutră (pH=7). Un exemplu de astfel de titrare este titrarea acidului clorhidric, HCl cu hidroxidul de sodiu, NaOH.
HCl(aq) → Cl-(aq) + H3O+(aq)  (ionizarea acidului)
NaOH(aq) → Na+(aq) + OH-(aq) (disocierea bazei)
OH-(aq) + H3O+(aq) ↔ 2H2O(l) (reacția de neutralizare)
HCl(aq) + NaOH(aq) → Na+(aq) + Cl-(aq) + H2O(l) (reacția globală)

### Titrare acid slab/bază tare
Un acid slab reacționează cu o bază tare, formând o soluție bazică (pH>7). Un exemplu de astfel de titrare este titrarea acidului acetic cu hidroxidul de sodiu, NaOH.
CH3COOH(aq)+ H2O(l) ↔ H3O+(aq) + CH3COO–(aq)
CH3COO-(aq)+ H2O(l) → CH3COOH(aq) + OH- (hidroliză)
OH-(aq) + H3O+(aq) ↔ 2H2O(l) (reacția de neutralizare)
CH3COOH(aq) + NaOH(aq) → CH3COO–(aq) + Na+(aq) + H2O(l) (reacția globală)